# Vol transatlantique d'Alcock et Brown
Pour les articles homonymes, voir Alcock, Arthur Brown et Brown.
 (mai 2016).
Si vous disposez d'ouvrages ou d'articles de référence ou si vous connaissez des sites web de qualité traitant du thème abordé ici, merci de compléter l'article en donnant les références utiles à sa vérifiabilité et en les liant à la section « Notes et références ».

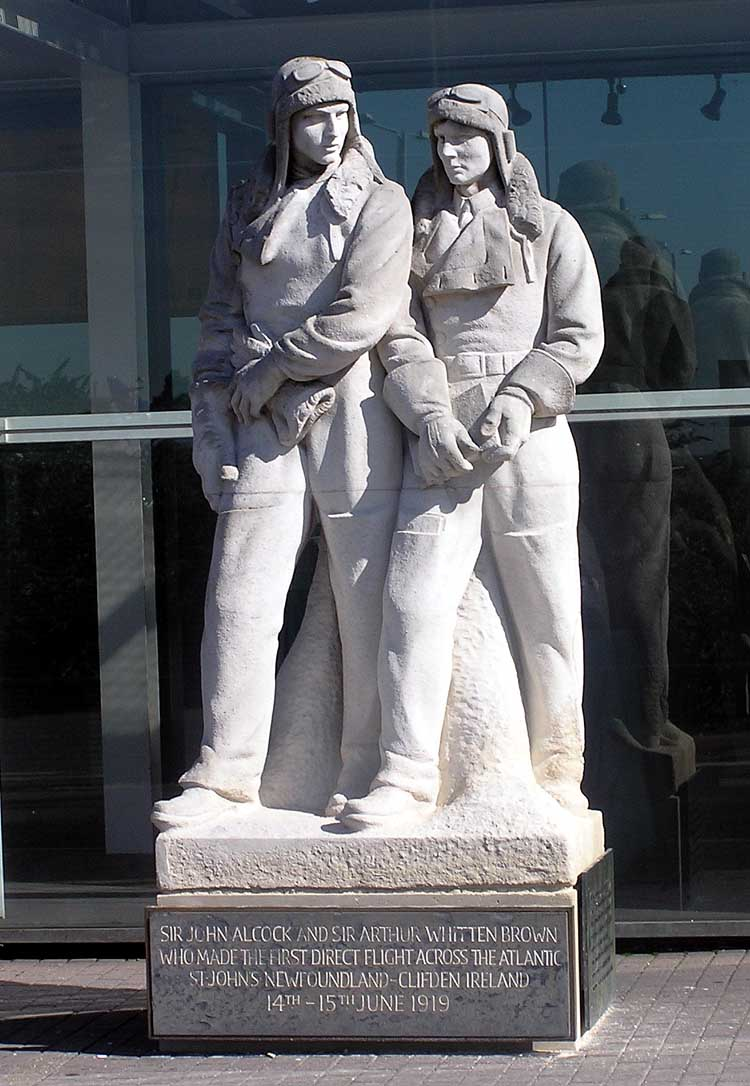
Statue commémorative à l'aéroport de Londres-Heathrow.

Le capitaine John Alcock et le lieutenant Arthur Whitten Brown sont les aviateurs britanniques ayant effectué le premier vol transatlantique sans escale en 1919.
Volant sur un  bombardier Vickers Vimy IV, ils ont décollé de Terre-Neuve dans la fin de l'après-midi du 14 juin 1919 et ont touché terre à Clifden, dans le Connemara, en Irlande, à 8 h 40 le lendemain. Ils ont parcouru les 1 890 milles (3 050 km) en 16 h 28 min, à une vitesse moyenne de 220 km/h. Leur avion était équipé de deux moteurs Rolls-Royce de 360 chevaux chacun.
Un autre vol transatlantique, le mois précédent, par hydravion Curtiss NC-4 affrété par la United States Navy et piloté par Albert Cushing Read (avec un équipage de cinq personnes), avait mis 23 jours de Long Island (États-Unis) jusqu'à Plymouth (Royaume-Uni), avec au moins quatre escales : à Cape Cod, à Trepassey Bay (en) (Terre-Neuve), aux Açores et à Lisbonne (Portugal).

## John Alcock
John Alcock est né le 5 novembre 1892 à Manchester, en Angleterre. Le vol commence à l'intéresser dès l'âge de 17 ans. Titulaire du brevet de pilote le 26 novembre 1912, il devient pilote expérimenté dans le Royal Naval Air Service pendant la Première Guerre mondiale ; touché pendant un raid aérien, il est fait prisonnier de guerre dans les geôles ottomanes. Après la guerre, Alcock continue sa carrière d'aviateur et s'attaque au défi de la première traversée de l'Atlantique, défi pour lequel une récompense de 10 000 livres sterling est promise par le Daily Mail (journal londonien). Il perd la vie dans un accident d'avion le 18 décembre 1919.

## Arthur Whitten Brown
Arthur Whitten Brown est né à Glasgow en 1886. Il commence une carrière d'ingénieur avant la Première Guerre mondiale. Brown est fait prisonnier de guerre après avoir été descendu au-dessus du Pas-de-Calais par l'armée impériale allemande le 10 novembre 1915 alors qu'il est observateur d'artillerie au sein du Royal Flying Corps. Une fois libéré et de retour en Grande-Bretagne en 1917, il continue de développer ses talents en navigation aérienne. Pendant la visite de la firme aéronautique de Vickers, on lui demande s'il veut être le navigateur du vol transatlantique pour lequel John Alcock a déjà été choisi comme pilote. Il décède le 4 octobre 1948.

## Histoire du vol transatlantique

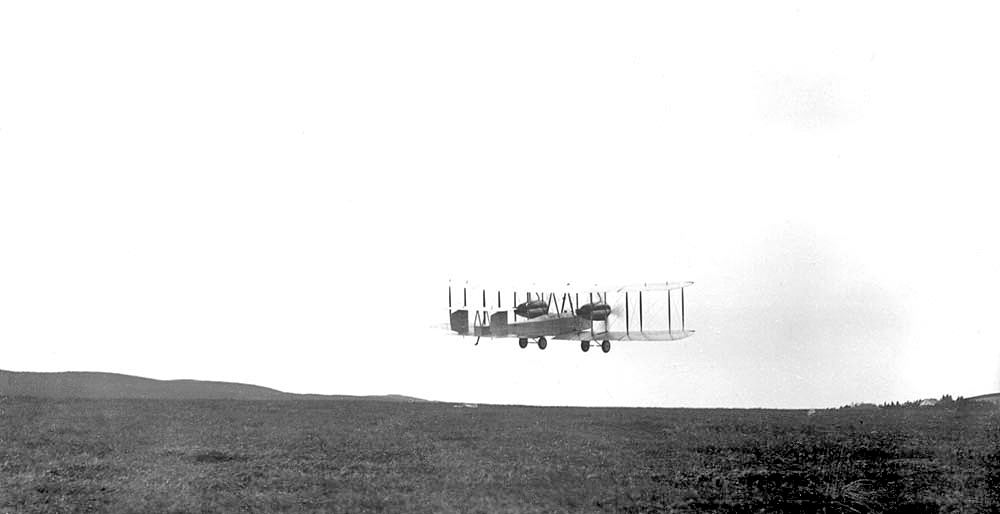
Départ de Terre-Neuve le 14 juin 1919.

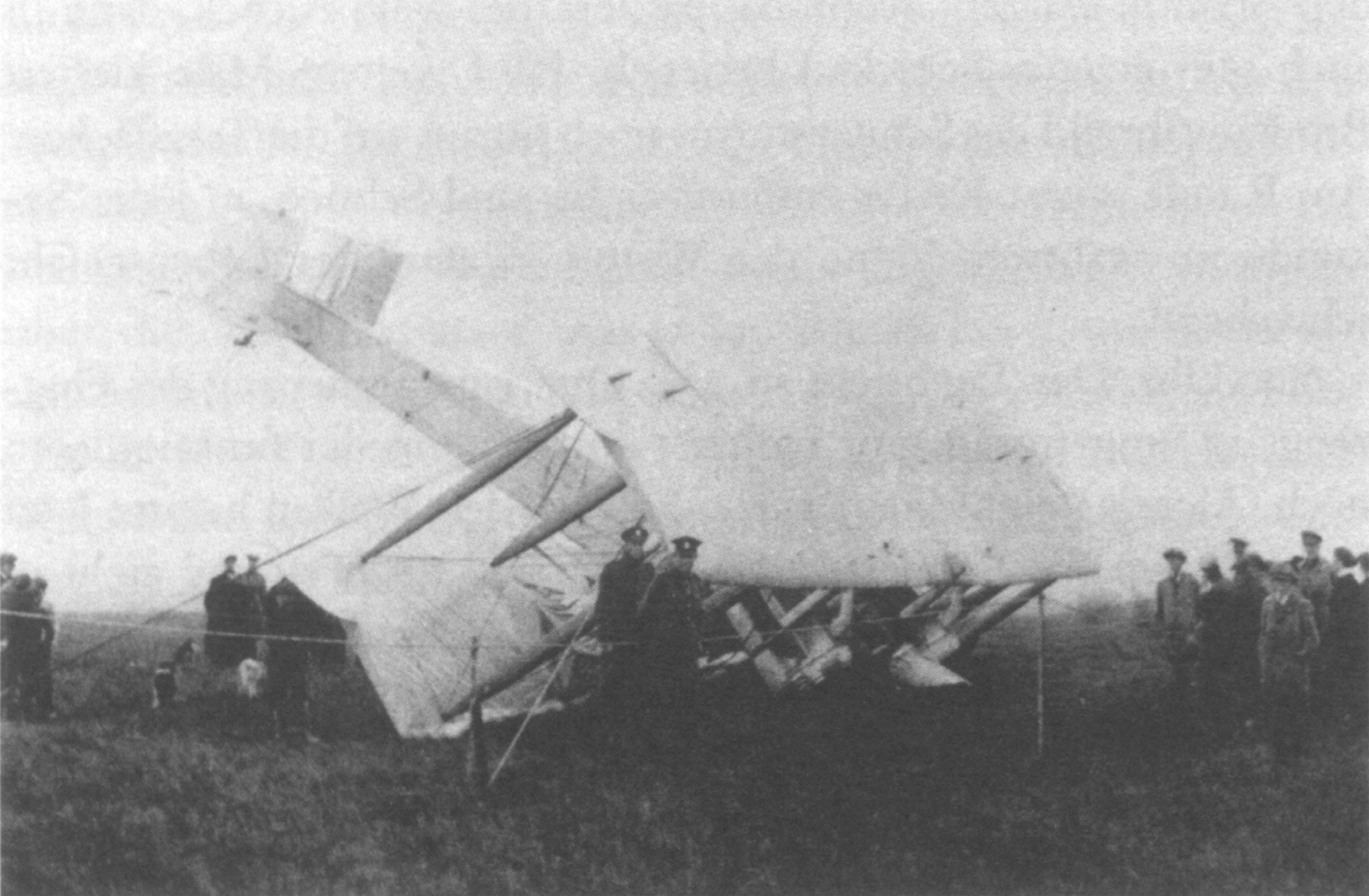
Atterrissage d'Alcock et Brown en Irlande.

L'altitude a varié entre le niveau de la mer et 3 700 m. 3 960 litres d'essence ont été embarqués. Le vol, à plusieurs reprises, fut proche du désastre à cause de problèmes de moteur, du brouillard, de la neige et de la glace. Il a été sauvé par les sorties répétées de Brown sur les ailes pour enlever la glace formée aux entrées d'air des moteurs et par les capacités de pilote d'Alcock malgré des conditions de visibilité extrêmement réduites quelquefois et malgré la neige qui s'accumulait dans l'habitacle ouvert du cockpit. L'avion a été très endommagé à l'arrivée, à cause d'un atterrissage dans un marais. Malgré tout, aucun des deux hommes n'a été blessé.
Alcock et Brown ont été traités en héros après cet exploit et ont été faits chevaliers au Palais de Buckingham, à Londres, par le roi George V quelques jours après. 
Une statue commémorative a été érigée à l’aéroport de Londres-Heathrow en 1954 pour commémorer leur vol. Un monument marque leur point d'atterrissage en Irlande et leur avion (reconstitué par la société Vickers) est exposé au Science Museum de Londres.
L'écrivain irlandais Colum McCann donne une version romancée de cette traversée dans Transatlantic, paru en 2013.
Alcock a été tué le 18 décembre 1919 à Cottévrard en Normandie, alors qu'il pilotait le nouveau Vickers Viking à une présentation aéronautique à Paris. Brown a vécu jusqu'après la Seconde Guerre mondiale. Il n'a plus jamais revolé.
Leur exploit, beaucoup célébré, a été éclipsé plus tard dans l'esprit du public américain par celui de Charles Lindbergh en 1927, réussissant, en solitaire, la première liaison de New York à Paris.